# Liste der Naturdenkmale in Dreisen
Die Liste der Naturdenkmale in Dreisen nennt die im Gemeindegebiet von Dreisen ausgewiesenen Naturdenkmale (Stand 28. März 2024).

## Naturdenkmale
| Nr.         | Bezeichnung                          | Lage                                     | Beschreibung | Bild                                    |
| ----------- | ------------------------------------ | ---------------------------------------- | --- | --------------------------------------- |
| ND-7333-075 | Grünfläche vor dem Bahnhof Dreisen   | Bahnhofstraße, bei Nr. 28 Lage           | Tilia platyphyllos, drei Bäume; Tilia cordata, 12 m hoch bei 1,4 m Umfang; Acer platanoides, 12 m hoch bei 1,8 m Umfang; Acer platanoides f. 'Faassen’s Black', 12 m hoch bei 1,8 m Umfang; Acer campestre, 12 m hoch bei 1,35 Umfang; Fraxinus excelsior, 16 m hoch bei 2,75 m Umfang | Direkt Bild zu diesem Denkmal hochladen |
| ND-7333-081 | Zwei Nussbäume am Kindergarten       | Schulstraße, bei Nr. 3 Lage              | Juglans regia, zwei Bäume | Direkt Bild zu diesem Denkmal hochladen |
| ND-7333-084 | Rosskastanie am Hollidahof           | südwestlich des Ortes am Hollidahof Lage | Aesculus hippocastanum | Direkt Bild zu diesem Denkmal hochladen |
| ND-7333-112 | Zwei Stieleichen in der Pfrimmstraße | Pfrimmstraße, bei Nr. 6 Lage             | Quercus robur, zwei Bäume | Direkt Bild zu diesem Denkmal hochladen |

## Ehemalige Naturdenkmale
| Nr. | Bezeichnung                     | Lage                          | Beschreibung                                                                                           | Bild                                    |
| --- | ------------------------------- | ----------------------------- | --- | --------------------------------------- |
|     | Zwei Sommerlinden und ein Ahorn | Bahnhofstraße, bei Nr. 9 Lage | Tilia platyphyllos, zwei Bäume, und Acer platanoides f. 'Faassen’s Black'; Rechtsverordnung aufgehoben | Direkt Bild zu diesem Denkmal hochladen |
|     | Rosskastanie                    | Mittelstraße, bei Nr. 3 Lage  | Aesculus hippocastanum; Rechtsverordnung aufgehoben                                                    | Direkt Bild zu diesem Denkmal hochladen |